# 矯正人生
《昭雪》（英語：Rectify）是由雷·麦金农创造的美国电视剧，于2013年4月22日起在日舞频道播出，由亚丁·杨、阿比盖尔·斯宾塞等人主演，《绝命毒师》的制片人马克·约翰逊也将會参与本片的制片事務。本剧讲述一个死囚在经历了20年的监狱生活后突然被改判无罪重获自由后的生活故事。
2013年5月1日日舞频道宣布续订第二季10集。

## 简介
丹尼尔·霍顿在19岁的时候被判谋杀一个16岁的女孩，当时法院判丹尼尔死刑但由于各种巧合丹尼尔一次次躲过死刑执行，在19年后新的DNA结果让法院改判无罪，然而19年的流逝然一切都发生了巨变，虽然丹尼尔的妹妹阿曼莎一直认为哥哥无罪，但是续弟小泰德·塔尔博特并不怎么欢迎这个前死囚的归来，因为小泰德所工作的汽车销售店是丹尼尔的资产；另一方面当年把丹尼尔关进监狱的议员并未善罢干休，还想把丹尼尔再次送入监狱，而救出丹尼尔的律师乔恩·斯特恩和丹尼尔的妹妹有一腿，但是当前的情况让他们不得不把恋情放一放。

## 演员和角色
| 演员              | 角色            | 介绍                                                                                           |
| ----------------- | --------------- | ---------------------------------------------------------------------------------------------- |
| 亞登·楊           | 丹尼尔·霍顿     | 作为死囚在狱中生活了20年后再次获得自由，然而20年的监狱生活让他和社会脱节，他能依靠的只有家人。 |
| 阿比盖尔·斯宾塞   | 阿曼莎·霍顿     | 丹尼尔的妹妹，她十分喜欢哥哥，并且一直坚信哥哥是无罪的。                                       |
| 克莱恩·克劳福德   | 小泰德·塔尔博特 | 丹尼尔的续弟，对丹尼尔不怎么友好。他工作的汽车店是丹尼尔的财产。                               |
| 雅德蕾德·克莱门斯 | 托尼·塔尔博特   | 小泰德的妻子，丹尼尔的弟媳，她与小泰德对丹尼尔的态度截然不同。                                 |
| 布鲁斯·麦金农     | 老泰德·塔尔博特 | 丹尼尔的续父。                                                                                 |
| J·史密斯-卡梅伦   | 珍妮特·塔尔博特 | 丹尼尔的母亲。                                                                                 |
| 杰克·奥斯汀·沃克  | 贾里德·塔尔博特 | 丹尼尔同母异父的弟弟。                                                                         |
| 卢克·科比         | 乔恩·斯特恩     | 丹尼尔的律师，和阿曼莎相爱。                                                                   |
| 哈尔·胡尔伯克     | 卢瑟福·盖恩斯   | 丹尼尔当年的律师，阿曼莎认为是他导致哥哥被判死刑。                                             |

## 开发和制作
2008年11月11日AMC频道宣布开发一部名为《Rectify》的电视剧，三年后和AMC属于同一公司的日舞频道于2011年10月31日宣布预定该剧并表示第一季将有6集。
2012年5月11日日舞频道宣布的2012至2013季度安排中显示本剧将于2013年播出，6月份的新闻稿再次确认于2013年播出。2012年12月12日日舞频道宣布本节目将于2013年4月22日起10:00PM ET/PT播出，随后电视台决定将在首播日连续播放两集。

### 选角
2012年4月25日日舞频道宣布阿比盖尔·斯宾塞、克莱恩·克劳福德、雅德蕾德·克莱门斯、乔纳·坍和J·史密斯-卡梅伦将出演本剧。
2012年5月31日确定将由亚丁·杨担任本剧主角丹尼尔·霍顿。
2012年6月13日确认卢克·科比加盟本片饰演乔恩·斯特恩。

## 系列总览
| 季度 | 季度 | 集数 | 该季度第一集  | 该季度大结局  |
| ---- | ---- | ---- | ------------- | ------------- |
|      | 一   | 6    | 2013年4月22日 | 2013年5月20日 |

### 集数
| 总集数 | 集数 | 标题           | 导演          | 编剧                                    | 首播日期      | 美国收视人数 （百万） |
| ------ | ---- | -------------- | ------------- | --------------------------------------- | ------------- | --------------------- |
| 1      | 1    | Always There   | 基思·戈登     | 雷·麦金农                               | 2013年4月22日 | 待定                  |
| 2      | 2    | Sexual Peeling | 比利·埃尔哈特 | 雷·麦金农                               | 2013年4月22日 | 待定                  |
| 3      | 3    | Modern Times   | 妮可·卡塞尔   | 埃文·Dunsky、格雷厄姆·戈迪、迈克尔·富勒 | 2013年4月29日 | 待定                  |
| 4      | 4    | Plato's Cave   | 吉姆·麦凯     | 格雷厄姆·戈迪、迈克尔·富勒              | 2013年5月6日  | 待定                  |
| 5      | 5    | Drip, Drip     | 罗密欧·蒂罗内 | 雷·麦金农                               | 2013年5月13日 | 待定                  |
| 6      | 6    | Jacob's Ladder | 雷·麦金农     | 雷·麦金农                               | 2013年5月20日 | 待定                  |